# حسين بن معلم
حسين بن معلم. رجل سياسي وعسكري جزائري، ولد سنة 1939 بمنطقة قلعة بني عباس بجاية، كان لواء في الجيش الوطني الشعبي، قائد الناحية الثانية، ثم رئيس ديوان رئاسة الجمهورية، ثم عُيّن في مجلس الأمة ضمن الثلث الرئاسي.
يُعد أحد كبار مجاهدي الثورة التحريرية، أحد المقربين للشهيد العقيد عميروش. له كتاب المذكرات تناول فيه عدة موضوعات تاريخية منها حادث استشهاد العقيد عميروش.
- (30 يونيو 1990) مستئارا لشؤون الأمن لدى رئيس الجمهورية في عهد الرئيس الشاذلي بن جديد[1]

## وفاته
توفي يوم الخميس 10 نوفمبر 2016 بالمستشفى العسكري عين النعجة، وعمره 78 سنة، إثر مرض عضال.